# Exodeconus pusillus
Exodeconus pusillus là loài thực vật có hoa trong họ Cà. Loài này được (Bitter) Axelius mô tả khoa học đầu tiên năm 1992.